# Blake Ross
Pour les articles homonymes, voir Ross.
Blake Ross (né à Miami, Floride le 12 juin 1985) est un développeur de logiciels connu pour son travail sur le projet Mozilla.
Il est en particulier l'initiateur (avec David Hyatt) et l'un des développeurs principaux du logiciel libre Mozilla Firefox. Il a aussi lancé le projet SpreadFirefox en étant sous contrat avec la fondation Mozilla.
Remarqué pour son travail sur le projet open source Mozilla, il avait déjà été engagé par Netscape en tant qu'étudiant à l'âge de 15 ans. Il a fondé Parakay avec son ami Joe Hewitt, en vue de commercialiser des produits basés sur Firefox, mais l'entreprise s'est fait racheter par Facebook où il continue de travailler comme chef de produit. Doutant de la viabilité de Facebook à long terme, il décide de quitter l'entreprise en février 2013 pour se lancer dans d'autres projets.